# 1961–1962-es jugoszláv labdarúgó-bajnokság (első osztály)

## Bajnokság
| Helyezés | Klub                  | Játszott | GY | D  | V  | L  | K  | GK  | Pont |
| -------- | --------------------- | -------- | -- | -- | -- | -- | -- | --- | ---- |
| 1        | FK Partizan           | 22       | 13 | 5  | 4  | 42 | 22 | +20 | 31   |
| 2        | FK Vojvodina          | 22       | 9  | 8  | 5  | 30 | 25 | +5  | 26   |
| 3        | NK Dinamo Zagreb      | 22       | 10 | 5  | 7  | 36 | 23 | +13 | 25   |
| 4        | Crvena Zvezda         | 22       | 9  | 6  | 7  | 35 | 25 | +10 | 24   |
| 5        | Hajduk Split          | 22       | 8  | 8  | 6  | 30 | 30 | 0   | 24   |
| 6        | OFK Beograd           | 22       | 7  | 8  | 7  | 37 | 28 | +9  | 22   |
| 7        | FK Szarajevó          | 22       | 6  | 10 | 6  | 37 | 40 | -3  | 22   |
| 8        | NK Rijeka             | 22       | 5  | 12 | 5  | 17 | 21 | -4  | 22   |
| 9        | Velez Mostar          | 22       | 7  | 6  | 9  | 17 | 21 | -4  | 20   |
| 10       | FK Novi Sad           | 22       | 7  | 5  | 10 | 27 | 40 | -13 | 19   |
| 11       | Vardar Szkópje        | 22       | 7  | 4  | 11 | 30 | 37 | -7  | 18   |
| 12       | Borac Banja Luka      | 22       | 3  | 5  | 14 | 26 | 50 | -24 | 11   |
| -        | Budućnost Titograd    | -        | -  | -  | -  | -  | -  | -   | -    |
| -        | Željezničar Szarajevó | -        | -  | -  | -  | -  | -  | -   | -    |
| -        | Sloboda Tuzla         | -        | -  | -  | -  | -  | -  | -   | -    |
| -        | Radnicki Nis          | -        | -  | -  | -  | -  | -  | -   | -    |

## Kupa

### Első forduló
Sloboda Tuzla 1 - 0 Partizan Beograd

### Elődöntő
OFK Beograd 2-1 Dinamo Zagreb
Spartak Subotica 4-3 Crvena Zvezda hosszabbítás után

### Döntő
| Hazai Csapat (de facto)           | Eredmény | Vendég Csapat |
| --------------------------------- | --- | --- |
| OFK Beograd                       | 4 - 1 | Spartak Subotica |
| Dátum                             | Július 4., 1962 | Július 4., 1962 |
| Locale                            | Stadion JNA, Belgrád, Szerbia | Stadion JNA, Belgrád, Szerbia |
| Nézőszám                          | 10,000 (Befogadóképesség: ~30,000-40,000) | 10,000 (Befogadóképesség: ~30,000-40,000) |
| Bíró                              | V. Kapusta (Zágráb) | V. Kapusta (Zágráb) |
| OFK Beograd (edző: Milovan Ćirić) | Srboljub Krivokuća, Milovanović, Gavrić, Popov, Vasilije Šijaković, Dakić, Spasoje Samardžić, Srđan Čebinac, Sava Antić, Josip Skoblar, Banović | Srboljub Krivokuća, Milovanović, Gavrić, Popov, Vasilije Šijaković, Dakić, Spasoje Samardžić, Srđan Čebinac, Sava Antić, Josip Skoblar, Banović |
| FK Spartak (edző: L. Jakovetić)   | Taušan, Bleskanj, Ćopić, Jenovan, Ušumović, Agošton, Takač, Borbelj, Hiršman, Đukanović, Milodanović                                            | Taušan, Bleskanj, Ćopić, Jenovan, Ušumović, Agošton, Takač, Borbelj, Hiršman, Đukanović, Milodanović                                            |
| Megjegyzés                        | Góllövők: 1-0 S. Antić (5'), 2-0 S. Antić (15'), 2-1 Đukanović (49'), 3:1 S. Čebinac (56'), 4-1 Samardžić                                       | Góllövők: 1-0 S. Antić (5'), 2-0 S. Antić (15'), 2-1 Đukanović (49'), 3:1 S. Čebinac (56'), 4-1 Samardžić                                       |